# Scouting i Sverige
I Sverige infördes scouting för pojkar främst av gymnastikläraren Ebbe Lieberath, som efter att ha översatt Scouting for Boys grundade scoutkåren Riddarpojkarna i Göteborg 1910. För flickor infördes scouting av Gerda Blomberg, Elin Fris och Signe Geijer, som startade scouting på sin skola. Scouterna är idag den organisation i Sverige som är ansluten till världsscoutorganisationerna World Organization of the Scout Movement och World Association of Girl Guides and Girl Scouts. 2022 hade Scouterna 80 500 medlemmar.

## Historia

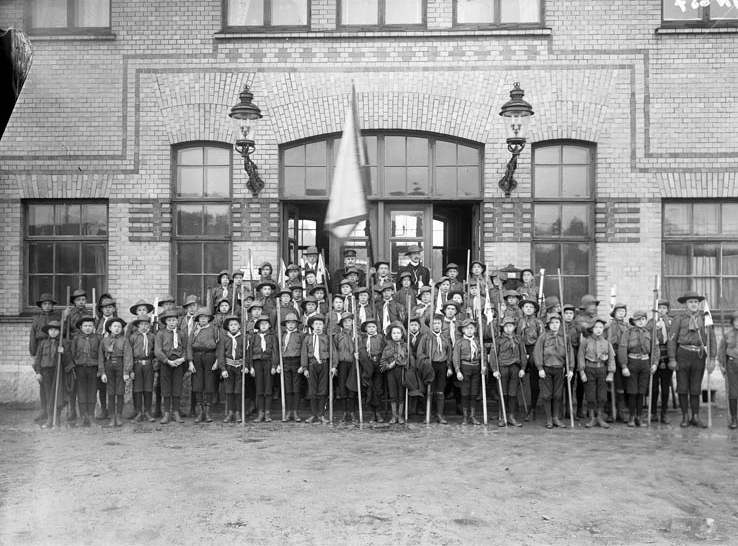
Scouter i uniform framför järnvägsstation i Uddevalla, foto från 1912.

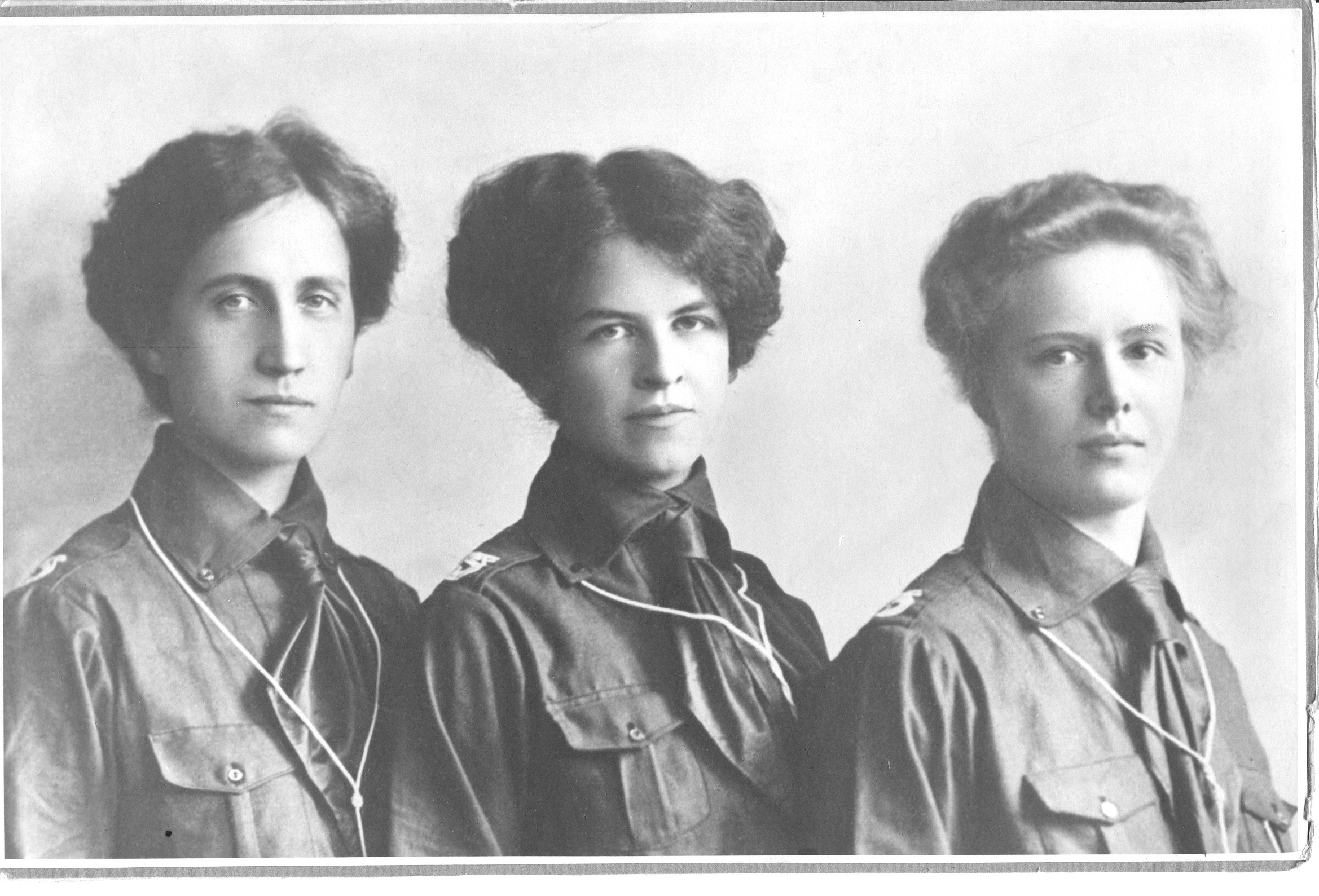
De första flickscoutledarna var Esther Laurell (Sem), Signe Hammarsten (Ham) och Emmy Grén-Broberg (Bro), lärare på Wallinska skolan i Stockholm.

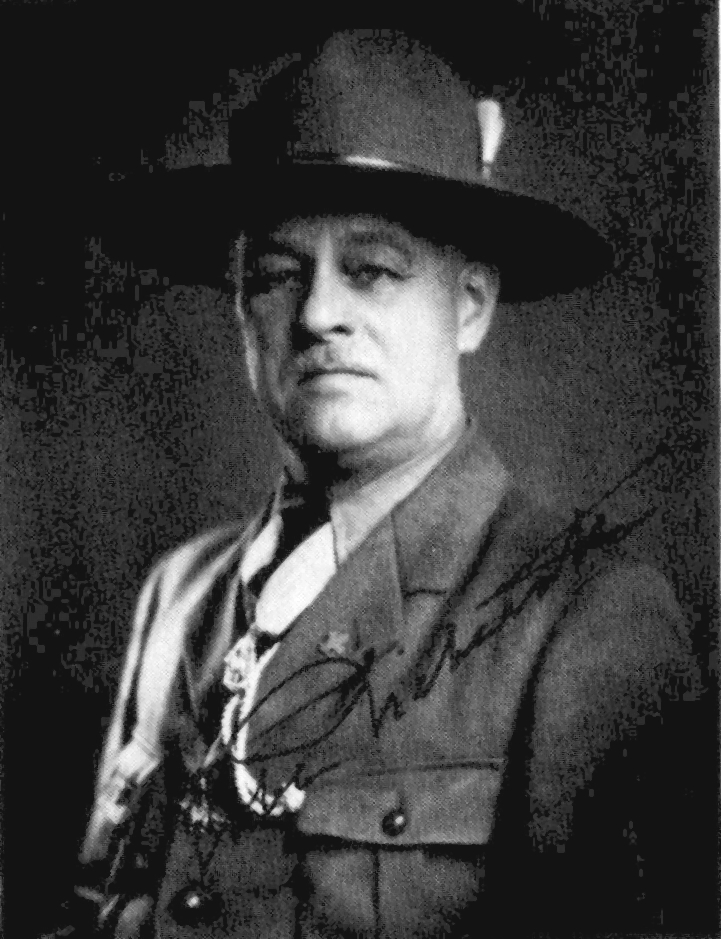
Ebbe Lieberath - en pionjär inom svensk scouting.

Scouting skapades i England av Robert Baden-Powell och började praktiseras 1907. Han publicerade en handbok 1908, Scouting for Boys, och rörelsen spreds snabbt, även till andra länder. KFUMs resesekreterare Emil Winqvist, fick 1908 kännedom om Scouting for Boys och genomförde ett litet scoutläger i Spånga, och flera KFUM-föreningar började med scouting samma år. Författaren Gustaf Hellström, som var Dagens Nyheters London-korrespondent, skrev under hösten 1909 och våren 1910 flera uppmärksammade artiklar om scouting, vilka ledde till livlig debatt och inspirerade många att engagera sig för scouting. Bland annat vände han sig direkt till de svenska ungdomarna genom en artikel i Almanack för ungdom. Illustrationerna där torde vara de första fotografier på scouter som publicerats i Sverige. Det var på så vis diskussionerna kring scoutrörelsens införande kom igång i Sverige. Hellström önskade en konfessionslös scoutrörelse utan militära inslag, vilket var ganska kontroversiellt under denna första tid. I april 1910 omnämner Emil Winqvist för första gången scoutrörelsen i KFUM:s förbundstidning. Även privata eldsjälar kom från 1908 i kontakt med idén via engelska media och började testa scouting runt om i Sverige. Scouting infördes dock på allvar i Sverige efter att gymnastikläraren Ebbe Lieberath 1909 hittat Scouting for Boys, som han sedan översatte. Han grundade scoutkåren Riddarpojkarna i Göteborg i januari 1910, och ledde sedan pojkscoutrörelsen i Sverige i många år.  
Den svenska scoutrörelsen, liksom den internationella, riktade sig från början enbart mot pojkar. 1910 togs de första stegen för att även flickor i Sverige skulle kunna delta i scoutverksamhet. Gerda Blomberg, Elin Fris och Signe Geijer, elever på Wallinska skolan i Stockholm, intresserade sig för scouting och tog initiativ till börja. Med hjälp av sina lärare som ledare kom de igång med scoutverksamhet 1911. I november samma år grundades Wallinska skolans scoutförening. 
Det första scoutförbundet i Sverige grundades 1911 för pojkar. 1913 startades Sveriges Flickors Scoutförbund, en motsvarande för flickor. Vid den här tiden var nykterhets- och väckelserörelserna stora i Sverige, det var därför ett rätt naturligt att dessa redan existerande ungdomsrörelserna, som till exempel Nykterhetsrörelsen och KFUK/KFUM, tog upp scouting som en naturlig del i sina program. Många nya organisationer bildades även som svar på scoutingens ökande popularitet. Mellan 1959 och 1961 gick en våg av sammanslagningar mellan könsuppdelade förbund över scoutsverige med resultatet att fem könsintegrerade förbund, som idag bildar Svenska Scoutrådet, bildades.
Scouting fick ett bra fotfäste i Sverige från 1909 tack vare Ebbe Lieberath och 1912 grundades Sveriges scoutförbund med honom som ordförande. Emmy Grén-Broberg blev 1913 den första ledaren för Sveriges Flickors Scoutförbund. Dessa två förbund gick 1961 samman till en ny gemensam organisation, Svenska Scoutförbundet.
Det fanns tidigt ett gemensamt samarbetsorgan för pojk- respektive flickscouting i Sverige. När flick- och pojkscouting helt hade gått samman 1968 skapades Svenska Scoutunionen, som 1982 bytte namn till Svenska Scoutrådet. Svenska scouting har varit anslutet till världsorganisationerna WOSM och WAGGGS sedan 1922.

## Organisation

### Scouterna
Scouterna är den nationella organisationen för scoutrörelsen i Sverige. Riksorganisationen bildades den 1 januari 2012. Scouterna har det svenska medlemskapet i de två världsorganisationerna för Scouting WAGGGS och WOSM. Scouternas nuvarande generalsekreterare är Anna-Karin Hennig och Johan Petterson.  
Scouterna består dels av scoutkårer som tidigare tillhörde Svenska Scoutförbundet, KFUK-KFUM:s Scoutförbund och Frälsningsarméns scoutförbund dels den tidigare riksorganisationen, Svenska Scoutrådet. Riksorganisationen ansvarar för att utveckla hela scoutrörelsen i Sverige samt erbjuder en stödstruktur för de kårer som tidigare ingick i Svenska Scoutförbundet, KFUK-KFUM:s scoutförbund och Frälsningsarméns scoutförbund. Stödstrukturen innebär bland annat att riksorganisationen har konsulter anställda runt om i landet som stöttar den lokala verksamheten. De två andra förbunden, Nykterhetsrörelsens scoutförbund och equmeniascout (tidigare SMU Scout) valde att, tillsammans med Salt scout (tidigare EFS Scout) som tidigare organiserades under KFUK-KFUM:s Scoutförbund, bli s.k. samverkansorganisationer. Kårer som är medlemmar i en samverkansorganisation är medlemmar i Scouterna men deras lokala stöd hanteras av respektive samverkansorganisation. 
Samverkansorganisationer: 
- Equmeniascout, f.d. SMU Scout (11 000 medlemmar)
- Nykterhetsrörelsens scoutförbund (6 000 medlemmar)
- Salt Scout, f.d. EFS Scout (2 000 medlemmar)

### Scoutdistrikt
Scoutdistrikt sträcker sig över ett område med ett antal scoutkårer. Inom ett scoutdistrikt samarbetar kårerna bland annat med ledarutbildning, scoutläger och andra kurser och arrangemang. Scoutdistriktet leds av en styrelse som väljs på den årliga distriktsstämman. Dit har varje scoutkår rätt att skicka ett antal delegater, antalet bestäms av hur stor scoutkåren är i antal medlemmar. På distriktsstämman beslutas vad som ska hända i distriktet fram till nästa distriktsstämma. 

### Scoutkår
En lokal förening som bedriver scoutverksamhet brukar kallas en scoutkår. Kåren består vanligtvis av tre till fem åldersgrupper, vilka brukar kallas avdelningar. Inom varje avdelning finns sedan en eller flera patruller vilka brukar bestå av fem till åtta scouter. Beroende på ålder har patrullerna ganska stor frihet att själva utforma sina aktiviteter (programmet) efter sina egna intressen inom ramen för scoutmetoden. I Sverige är det normalt att pojkar och flickor är blandade på alla nivåer, medan det internationellt fortfarande förekommer att man skiljer på pojkar och flickor antingen på patrull-, avdelnings- eller kårnivå. Vissa länder har även olika scoutförbund för pojkar och flickor.

### Patrull
Scouter på avdelningar jobbar oftast i patruller, det vill säga mindre grupper om 5-8 personer. I patrullen får scouten en chans att prova olika roller och lära känna sig själv och sina egenskaper bättre, i en patrull får alla synas. Patrullsystemet är en av delarna i Scoutmetoden.  Det är vanligt att patrullens namn är besläktade med de andra patrullernas namn och att det gemensamma temat är avdelningsnamnet. Till exempel kan avdelningen heta Djungeldjuren och patrullerna ha namn såsom Elefanterna, Tigrarna, Aporna och Flodhästarna. I patrullen har man ofta ett rop som har samma tema som namnet.

## Scoutliknande verksamheter och föreningar
Utöver dessa förbund finns det andra scoutliknande verksamheter som inte är medlemmar i Scouterna eller i något av de två världsscoutförbunden. Deras värderingar och riktlinjer avviker något från de scoutförbund som är medlemmar i Scouterna. Enligt samtliga företrädare för förbunden i Svenska Scoutrådet anses inte dessa organisationer tillhöra scoutrörelsen då medlemskap inte finns i Scouterna. "Man kan säga att det handlar om falsk varudeklaration. Barnen tror de deltar i Scouterna men senare upptäcker de att det var något annat." skriver samtliga företrädare för scoutförbunden samt scoutrådet i tidningen Dagen. Dock skriver man också, i samma artikel, att "Den samlade scoutrörelsen i Sverige, organiserad i Svenska Scoutrådet, ser gärna att även dessa verksamheter blir en del av scoutrörelsen.". Vad gäller ordet scout är det varumärkesskyddat och rättigheten att använda det för verksamhet inom undervisning, utbildning och underhållning i Sverige innehas enbart av Scouterna.

### Royal Rangers
Royal Rangers är en kristen barn- och ungsdomsverksamhet inom Pingströrelsen. Royal Rangers grundades i USA 1962 och har därefter spridit sig över världen och finns idag i ett 70-tal länder. Till Sverige kom rörelsen 1983. Varje land har, liksom inom scoutrörelsen, skjorta och halsduk i olika färg beroende på land. Många länder har dock valt att ha samma färg på skjortorna som i USA, det vill säga ljusbruna, men halsduken är alltid unik. I Sverige är klädseln blå skjorta och gul halsduk. Royal Rangers är dock inte äkta scouter, då de inte uteslutande använder scoutings värdegrund, utan har mera fokus på kristen tro. I scouting brukar man idag inte längre förutsätta kristen bekännelse och tro hos ledarna, utan värdesätter pluralism och tolerant religionsdialog.

### UV-scout
Unga Viljor är en scoutliknande organisation tillhörande Svenska Alliansmissionens Ungdom. Unga Viljor startades 1942 i Gnosjö. Idag består UV-scouterna av ungefär 100 kårer och drygt 6 000 medlemmar. Inom Unga Viljor bedrivs scoutliknande aktiviteter som kretsar kring djur, natur, eld, knopar, sjukvård, och även bibelkunskap.

### Nybyggarscout
Nybyggarscout, eller EFK-scout, är den scoutliknandeverksamhet som bedrivs av Evangeliska Frikyrkan. Vissa patruller inom Nybyggarscout samarbetar ibland med Svenska Missionskyrkan och därigenom SMU-scout, och är på så vis anslutna till Scouterna. Nybyggarscout som helhet är dock inte anslutet. Nybyggarscouterna bär gröna skjortor av den modell som tidigare bars av SMU, till den bärs en orange halsduk. 

### S:t Georgs scoutgillen
S:t Georgs scoutgillen är en del av den svenska scoutrörelse som bedriver verksamhet främst för att stötta Scouterna. De är inte anslutna till Scouterna eller något av världsförbunden, utan de är istället anslutna till The International Scout and Guide Fellowship. Gillescouternas medlemsantal uppgick i januari 2006 till 1200 medlemmar, uppdelade i 39 scoutgillen.

## Lag och löfte

### Scoutlagen
Scouterna har en scoutlag som antogs 1970 och som därefter reviderats en gång.
1. En scout söker sin tro och respekterar andras (tidigare: En scout visar vördnad för Gud och hans ord)
2. En scout är ärlig och pålitlig
3. En scout är vänlig och hjälpsam
4. En scout visar hänsyn och är en god kamrat
5. En scout möter svårigheter med gott humör
6. En scout lär känna och vårdar naturen
7. En scout känner ansvar för sig själv och andra

### Inofficiella spårarscoutlagen (före detta miniorscoutlagen)
1. En spårarscout är ärlig, hjälpsam och gör sitt bästa

I det dagens scoutprogram finns ingen spårarscoutlag, scoutlagen är för alla åldersgrupper. Spårarscoutlagen ovan är en omgjord variant av den tidigare miniorscoutlagen och är ej officiell.

### Den ursprungliga scoutlagen enligt Baden-Powell
1. En scouts heder är att man kan lita på honom.
2. En scout är trofast mot konungen, sitt land, sina scoutledare, föräldrar, arbetsgivare och underordnade.
3. En scouts plikt är att vara till nytta och att hjälpa andra.
4. En scout är vänlig mot alla och en god kamrat till varje annan scout, vilket land, samhällsklass eller trosbekännelse denne än må tillhöra.
5. En scout är hövisk.
6. En scout är djurvän.
7. En scout lyder sina föräldrar, sin patrulledare eller scoutledare utan att göra några invändningar.
8. En scout ler och visslar under alla svårigheter.
9. En scout är sparsam.
10. En scout är ren i tanke, ord och gärning.

### Enl Scouthandboken, utgiven på uppdrag av Svenska Scoutrådet 1936, N O Mauritzons boktryckeri
1. En scout talar sanning och står vid sitt ord
2. En scout gör sin plikt mot Gud och fosterlandet
3. En scout är andra till nytta och hjälp
4. En scout är vänlig mot alla och en god kamrat
5. En scout är uppmärksam och hövisk
6. En scout är djurvän och skyddar naturen
7. En scout lyder villigt sina föräldrar, lärare och ledare
8. En scout tager alla svårigheter med glatt humör
9. En scout är arbetsam och sparsam
10. En scout är ren i tanke, ord och gärning

### Scoutlöfte
Innan 1970: Jag lovar att efter bästa förmåga söka göra min plikt mot Gud och fosterlandet, hjälpa andra, lyda scoutlagen. 

Sedan 1970: Jag lovar att efter bästa förmåga följa scoutlagen

### Valspråk och lösen
-Var redo!
- Alltid redo!

### Scouthälsning
Scouthälsning görs genom att höger hands lillfinger böjs ned och tummen läggs över dess nagel. De övriga fingrarna hålls sträckta och ihop. Handen hålls mot pannan så att en naturlig vinkel bildas. De tre uppåtriktade fingrarna symboliserar plikten mot Gud och fosterlandet, hjälpsamhet och att följa scoutlagen. Ringen, bildad av tummen och lillfingret, symboliserar kamratkretsen runt jorden. Det kan också betyda att den starke beskyddar den svage.
Scouthälsning används enligt beslut i Svenska scoutrådet:
1. när flaggan, Sveriges eller något annat lands, hissas eller halas, under tiden då flaggan är fri, dvs ingen rör flaggan och den ännu inte är i topp,
2. när man ger uppmaningen ”Var redo!”,
3. när man på uppmaningen ”Var redo!” svarar ”Alltid redo!”.

Scouthälsningen kan även användas då man hälsar på andra scouter.
Scouttecken, som utförs som scouthälsing fast med höger hand i axelhöjd och de tre fingrarna rakt upp, görs enligt internationell praxis vid scoutlöftets avläggande.

## Texter

### Scoutsången
Vi äro svenska scouter vi, 

och löftet som blev givet, 

en vårdag brusande och fri, 

står på vår panna skrivet. 

För Gud för kung och fosterland, 

var än dig livet ställer. 

Var redo när det gäller, 

med hjärta, håg och hand! 

Vår lag är allvar, lust och fröjd

att hjälpa och att stöda.

Så lyft i sång mot himlens höjd

vår plikt ach kära möda.

Drag ut från självets trånga vrå

till skogens vida salar, 

till svenska berg och dalar,

där friska vindar gå. 
Vi äro svenska scouter vi.

Vi lystra och vi spana,

på myrans spår och falkens skri,

på allt vi se och ana.

Det svaga giver vi vårt mod,

det tunga underlätta.

Det goda och det rätta,

vi offra glatt vårt mod.
Var redo! Hör den stormens il, 

som genom världen skrider! 

Håll spänd din sträng, håll blank din pil 

- nu är det knoppningstider. 

Nu knyta vi vårt syskonband, 

i kärlek och i gamman, 

nu smida vi det samman 

kring hela Sveriges land. 

### Scoutpsalmen
Gud, du som ser oss, kom till oss nu. 

Tack för all glädje, det liv som är du. 

Scoutvänners kedja slås kring vår jord, 

gemenskap och vänskap blir mer än ord. 

Hjälp oss leva så som du lär, 

djuren, naturen, beskydda, och bär, 

oss genom livet, visa på sätt 

att kämpa för fred allas värde och rätt. 

### Scoutens bön

#### Gamla scoutbönen
Käre Fader i Din himmel, 

Du som alltid hjälper mig, 

vart jag går i världens vimmel! 

Hör min bön som söker Dig: 

Hjälp mig leva Dig till ära, 

hedra Sverige, mor och far, 

min och andras bördor bära, 

hjälp mig lyda scouters lag! 

(Amen) 

#### Nya scoutbönen
Livets Gud, som söker alla, 

du som ser till var och en, 

till vad än du vill mig kalla, 

är jag redo bli din vän. 

Tack för staden och naturen, 

och för glädje varje dag. 

Tack för människor och djuren. 

Hjälp mig följa scouters lag. 

(Amen) 

## Åldersindelning
Scouternas verksamhet delas fem åldersgrupper från 8 till 25 år. Åldersgrupperna lanserades under slutet av 2008 och är sedan dess gemensamma för hela den svenska scoutrörelsen. Åldersgrupperna visas i tabellen nedan.
| Ålder | Årskurs       | Namn           | Kortnamn   | Engelskt namn    |
| ----- | ------------- | -------------- | ---------- | ---------------- |
| 8-9   | 2-3           | Spårarscout    | Spårare    | Tracker Scout    |
| 10-11 | 4-5           | Upptäckarscout | Upptäckare | Discovery Scout  |
| 12-14 | 6-8           | Äventyrarscout | Äventyrare | Adventure Scout  |
| 15-18 | 9-Gymnasium 3 | Utmanarscout   | Utmanare   | Challenger Scout |
| 19-25 | Studier/Jobb  | Roverscout     | Rover      | Rover Scout      |

Utöver dessa åldersgrupper finns även Familjescouting, som riktar sig till barn under 8 år som deltar i verksamheten tillsammans med en vuxen.

## Scoutdräkten

### Scoutdräkten

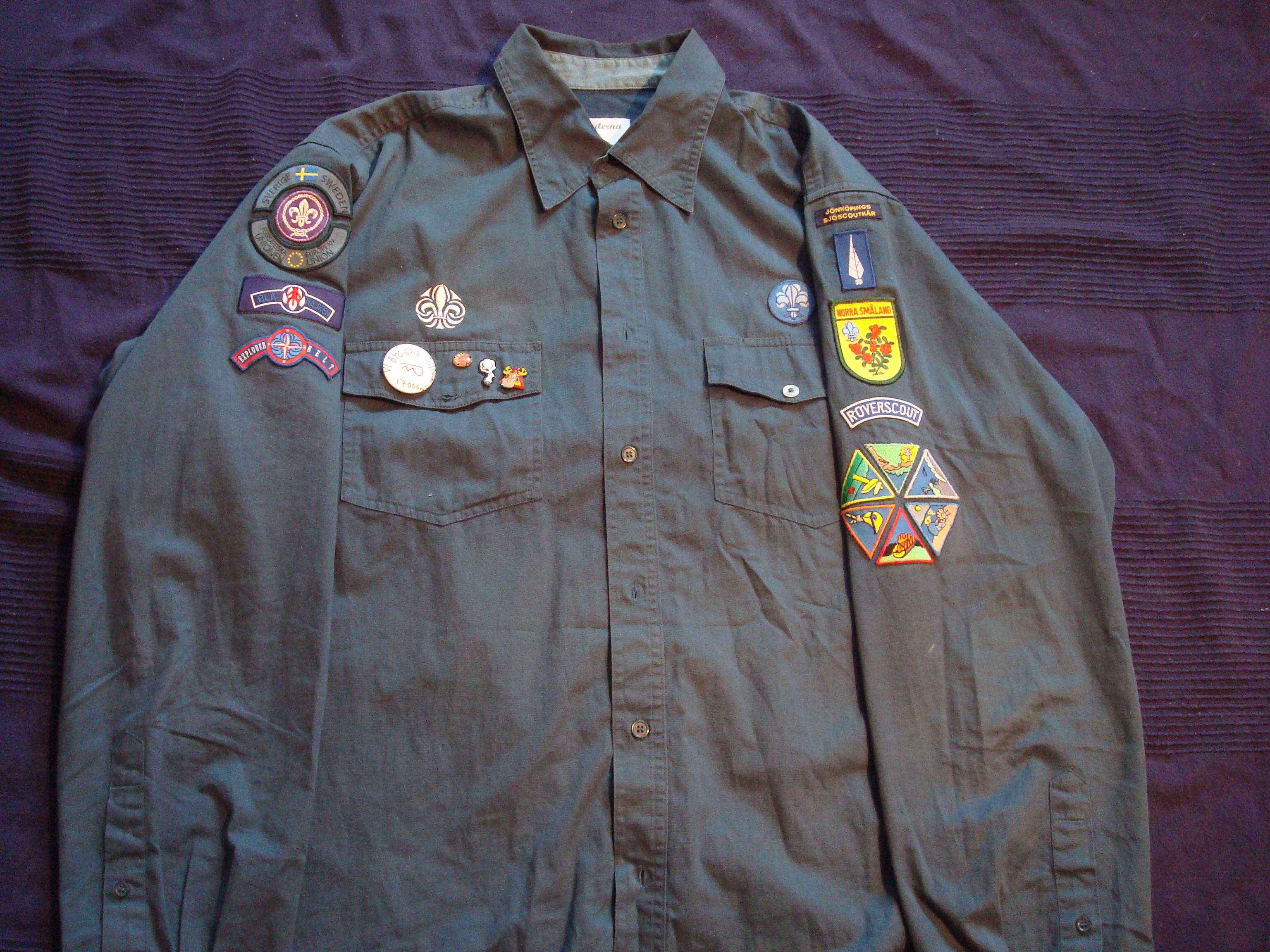
Skjortan i den nya dräktordningen.

Scouterna har en officiell klädsel. Den kallas scoutdräkt och består av scoutskjorta, piké eller t-shirt. Färgen på plaggen är petroleumblå och har en vit scoutsymbol väl synlig. Till det finns en scouthalsduk som är blå med gul kant. Alla tre plagg är likvärdiga och räknas alla som scoutdräkt. Det är inget måste att bära scoutdräkt men Scouternas policy uppmuntrar till att någon form av scoutkläder bärs på möten och läger. 
Den nuvarande scoutdräkten togs fram 2007. Svenska Scoutrådet gjorde under 2007 en helt ny gemensam dräktordning för det som då var fem scoutförbund. Ett första förslag med en ljus gråblå skjorta gjordes våren 2006, men detta blev nedröstat av de flesta förbunden under hösten. I maj 2007 godkändes de nya ritningarna, denna gången en petroleumablå modell som alla förbund är överens om. 
I juni 2007, lagom till scoutlägret Jiingijamborii, trädde den nya dräktordningen i kraft.

### Andra scoutkläder
Det finns en mängd andra scoutplagg som inte räknas som scoutdräkt, men som brukar kallas scoutkläder. 
I början av 2000-talet gavs kläddesignern Claes Bondelid uppdraget att göra en klädkollektion för Scouterna. Kläderna var inte tänkta som ett substitut för scoutdräkten, utan mer en "kul grej", ett lite tuffare och modernare profilplagg framtaget av en riktig designer. Bondelid gjorde både t-shirtar och hoodtröjor, och framförallt den sistnämnda sålde slut väldigt fort och fick släppas i nya färger och varianter under flera säsonger. Alla tröjor hade "Scout Sweden" eller "Be Prepared" tryckt eller broderat någonstans, ofta tillsammans med scouternas logotyp.

### Tidigare scoutdräkter

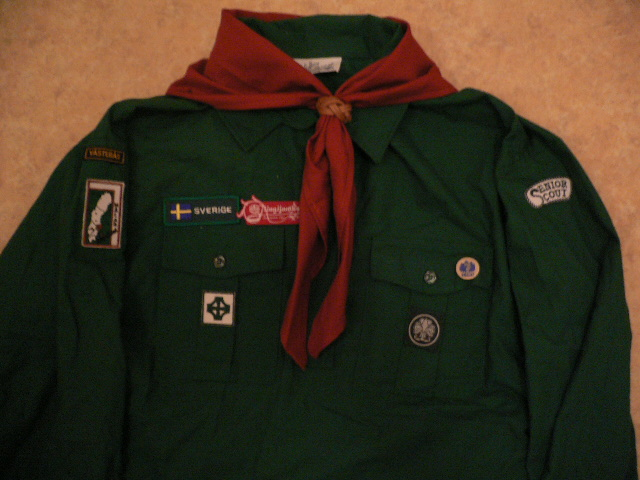
Den tidigare gröna SMU-skjortan tillsammans med SMU:s tegelröda halsduk.

- SSF: Mellanblå skjorta, gul halsduk med blå rand längs kanten.
- SMU: Grön skjorta, tegelröd halsduk.
- KFUK-KFUM: Mellanblå skjorta, vit halsduk.
  - Sjundedagsadventistsamfundets scouter (sektion inom KFUK-KFUM:s Scoutförbund): Kakifärgad skjorta, mörkblå (minior) eller gul (scout) halsduk.
  - EFS Scout (sektion inom KFUK-KFUM:s Scoutförbund): Mellanblå skjorta, gul halsduk.
- NSF: Mellanblå skjorta, mörkblå halsduk.
- FA: Mellanblå skjorta, röd halsduk med blågul kant.

### Scoutliknande verksamheters dräkt
Skjortor och halsdukar för övriga scoutliknande verksamheter:
- Svenska Royal Rangers: Mellanblå skjorta, gul halsduk.
- Nybyggarscout: Grön skjorta, orange halsduk.
- UV-scout: Grön skjorta, gul eller röd (för ledare) halsduk.

## Förtjänstmärken och utmärkelser

### Förtjänstmärken
Scouterna har en lång tradition av att dela ut förtjänstmärken för särskilda insatser inom scoutrörelsen. Förtjänstmärken och utmärkelser är ett sätt att tacka och ge erkännande till personer som gjort förtjänstfulla insatser för och inom scouting.   

### Silvervargen
Det högsta svenska förtjänstmärket i Sverige är Silvervargen. 

### Gustaf Adolfs-märket
Det näst högsta svenska förtjänstmärket är Gustaf Adolfs-märket ofta förkortat GA-märket. GA-märket instiftades 1947 för att hedra den då nyligen avlidna Prins Gustaf Adolf.

### Ledfyren
Ledfyren kan tilldelas aktiva scouter eller ledare yngre än 25 år som på ett synnerligen förtjänstfullt sätt, genom ett lyssnande och stödjande ledarskap, skapat möjligheter för ungdomar att utvecklas enligt Scouternas värderingar. Ledfyren består av scoutsymbolen mot en bakgrund av stiliserade ljusstrålar i silver.

### Scouternas stora förtjänstmärke
Scouternas stora förtjänstmärke består av scoutsymbolen i krans av eklöv, utfört i förgyllt silver. Scouternas stora förtjänstmärke kan tilldelas aktiv ledare för synnerligen förtjänstfulla insatser för Scouterna på kårplan. Scouternas stora förtjänstmärke utdelas av Scouterna på förslag från kår eller distrikt.

### Bronsvargen
Bronsvargen är världsscoutrörelsens högsta utmärkelse som utdelas av Världsscoutkommittén såsom erkänsla för individuellt enastående arbete för scoutrörelsen. Utmärkelsen är också den enda som utdelas av Världsscoutkommittén.

## Scouttidningar
Genom åren har det funnits flera olika medlemstidningar. Den huvudsakliga medlemstidningen heter 'Scout', och utkom med sitt första nummer 2014. För scoutledare och Utmanare finns också tidningen Demed.

### Scout
I juni 2014 kom det första numret av Scouternas gemensamma medlemstidning Scout ut. Tidningen går ut till alla medlemmar och har därmed en upplaga på minst 66000 ex. Tidningens uppdrag är att spegla hela Scoutsverige men även scouter i världen, att entusiasmera, engagera och ge tips och inspiration. Scout kommer ut med 3 nummer om året och engagerar många i framtagandet. Scout har sedan 2015 två ungdomsredaktörer som har ett uppdrag på ett år. Scout lanserades även på nätet i maj 2015 som ett komplement till tidningens 3 nummer, Scout.se. 
I maj 2015 vann tidningen Scout Guldbladet för bästa medlems- och organisationstidning med motiveringen "Med tydlig skärpa i uppdrag och målgruppens behov ser vi här en folkrörelse få nytt liv med hjälp av en tidning med mycket modernt tilltal. Äntligen alltid redo - igen”.

### Tidigare scouttidningar

#### Redo - 2000-2006
Redo var fram till 2006 den enda officiella scouttidningen i Sverige. Alla medlemmar av Svenska Scoutrådet fick tidningen som en del av respektive scoutförbunds medlemsavgift. Nummer 6, 2006, var det sista att ges ut innan tidningen till slut lades ner och ersattes av  Scouten och Scoutmagasinet.

#### Scouten - 2006-2013
Scouten riktade sig till de lägre åldersgruppern inom Scouterna, barn upp till 13 år. Därmed var den under perioden den mindre av de två scouttidningarna i Sverige, och den hade cirka 25 000 prenumeranter. Scouten gavs ut 4 gånger om året och finansierades av prenumerationsavgift tillsammans med bidrag från Svenska Scoutrådet. Tidningen Scouten las ner i december 2013.

#### Scoutmagasinet - 2006-2012
Scoutmagasinet fanns parallellt med Scouten och riktade sig till de högre åldersgrupperna inom Scouterna, barn över 13 år. Det är var den större scouttidningen i Sverige med cirka en tredjedel av Svenska Scoutrådets medlemmar som prenumeranter, det vill säga cirka 35 000 ungdomar. Scoutmagasinet användes också som en plattform för spridning av information från Svenska Scoutrådet. I maj 2012 beslöts att Scoutmagasinet skulle läggas ner vid årsskiftet 2012/13 till förmån för ett digitalt forum.

## Större scoutläger i Sverige

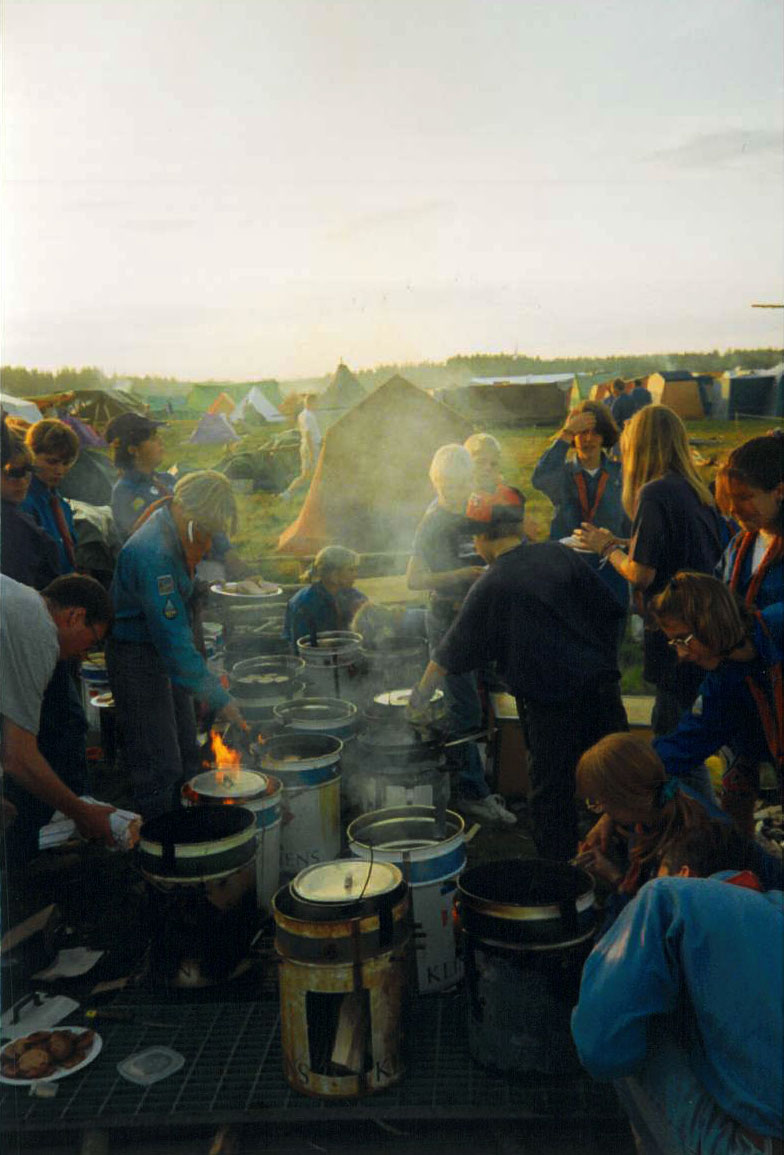
Matlagning på Natura 93.

1938: Den 31 juli höll Svenska scoutunionen (nuvarande SSR) sitt läger vid Tullgarns slott, invigt av prins Gustaf Adolf. Lägret samlade drygt 6 000 deltagare från Sverige samt representanter från ytterligare 15 nationer.
1986: Scout 86: Svenska Scoutförbundets förbundsläger på sex olika platser runt om i landet, bl.a. Gränna och Hörrs Nygård i Skåne.
1993: Natura 93, läger med internationella deltagare utanför Karlsborg i Västergötland.
1996: World Scout Moot hölls i Sverige på Ransäters herrgård i Värmland. Ett World Scout Moot vänder sig till deltagare som  har åldersgränsen 18-25 år. Är man äldre och vill delta kan man göra det som funktionär. Deltagarna delas in i helt nya patruller och organiserar gemensamt tillvaron utifrån lägerschemat.
2001: Sveriges första nationella jamboree, Scout 2001, hölls i Rinkaby utanför Kristianstad i Skåne. Det var ett gemensamt läger för alla de 5 förbunden och deltagarantalet var omkring 26 500 scouter.
2005: KFUK-KFUM:s scoutförbunds förbundsläger Skogsröj på Lysestrand lägerområde, Bohuslän.  
2007: Sveriges största scoutläger under 2007 hette Jiingijamborii och hölls i Rinkaby utanför Kristianstad i Skåne. Det var ett gemensamt läger för alla förbunden och deltagarantalet låg kring 19 500 scouter, inklusive flera kårer från andra länder.
2008: Planeras gemensamt distriktsläger för tonårs- och seniorscouter från alla SMU-scouts sju distrikt i Tiveden.
2009: KFUK-KFUM:s scoutförbunds förbundsläger Reforma 09 på Scoutcamp Ransberg, Värmland. Lägret blir det första där scouternas nya förbundsgemensamma program som lanseras samma år prövas i full skala.
2011: 22:a världsjamboreen Simply Scouting genomfördes i Rinkaby utanför Kristianstad i Skåne. Över 40 000 deltagare och nästan lika många besökare närvarade under lägerveckorna.
2013: Equmenias första riksscoutläger i Loo i Alingsås kommun. Omkring 4 000 scouter deltog. Under lägret övergick man till Equmeniascout från tidigare SMU-scout.
2017: Sveriges tredje nationella jamboree, Jamboree17, hölls på Rinkabyfältet utanför Kristianstad. Jamboree17 var det första lägret som arrangerades av den nya riksorganisationen Scouterna. Det var 10 000 scouter 910 funktionärer.
2022: Jamboree22, Sveriges fjärde nationella jamboree, som hölls i Norra Åsum, även det i Kristianstads kommun.